# Emel Dereli
Emel Dereli (ur. 25 lutego 1996) – turecka lekkoatletka specjalizująca się w pchnięciu kulą.
Zdobyła srebrny medal halowych mistrzostw Bałkanów. Bez powodzenia startowała w 2012 na halowych mistrzostwach świata. Brązowa medalistka halowego czempionatu Bałkanów z 2013. Podczas superligi drużynowych mistrzostw Europy (2013) zajęła 12. miejsce w rzucie dyskiem. Złota medalistka mistrzostw świata juniorów młodszych oraz mistrzostw Europy juniorów (2013). W 2014 zdobyła brązowy medal mistrzostw świata juniorów w Eugene. Dwa lata później zdobyła brązowy medal mistrzostw Europy w Amsterdamie.
Złota medalistka mistrzostw kraju. Reprezentantka Turcji w meczach międzypaństwowych oraz pucharze Europy w rzutach.
Rekordy życiowe: stadion – 18,57 (6 maja 2016, Doha) – rekord Turcji; hala – 18,36 (25 lutego 2016, Stambuł). Do zawodniczki należy rekord Turcji juniorów i nieoficjalny halowy rekord świata kadetek (17,58 w 2013). Dereli jest także nieoficjalną halową rekordzistką świata kadetek w pchnięciu kulą o wadze 3 kilogramów (19,41 uzyskane 15 grudnia 2012 w Izmirze). Rekord życiowy w pchnięciu kulą o wadze 3 kilogramów: 20,14 (11 lipca 2013, Donieck).

## Osiągnięcia
| Rok  | Impreza                                  | Miejsce               | Pozycja           | Wynik |
| ---- | ---------------------------------------- | --------------------- | ----------------- | ----- |
| 2012 | Halowe mistrzostwa krajów bałkańskich    | Stambuł               | 2. miejsce        | 16,55 |
| 2012 | Halowe mistrzostwa świata                | Stambuł               | el. – 17. miejsce | 16,02 |
| 2012 | Zimowy puchar Europy w rzutach           | Bar                   | 3. miejsce U23    | 16,87 |
| 2012 | Mistrzostwa świata juniorów              | Barcelona             | 8. miejsce        | 15,86 |
| 2012 | Mistrzostwa krajów bałkańskich           | Eskişehir             | 2. miejsce        | 16,00 |
| 2013 | Halowe mistrzostwa krajów bałkańskich    | Stambuł               | 3. miejsce        | 17,04 |
| 2013 | Zimowy puchar Europy w rzutach           | Castellón de la Plana | 1. miejsce U23    | 16,78 |
| 2013 | Superliga drużynowych mistrzostw Europy  | Gateshead             | 3. miejsce        | 17,50 |
| 2013 | Mistrzostwa świata juniorów młodszych    | Donieck               | 1. miejsce        | 20,14 |
| 2013 | Mistrzostwa Europy juniorów              | Rieti                 | 1. miejsce        | 18,04 |
| 2013 | Mistrzostwa krajów bałkańskich           | Stara Zagora          | 2. miejsce        | 16,02 |
| 2013 | Mistrzostwa świata                       | Moskwa                | el. – 26. miejsce | 16,60 |
| 2014 | Mistrzostwa świata juniorów              | Eugene                | 3. miejsce        | 16,55 |
| 2015 | Zimowy puchar Europy w rzutach           | Leiria                | 1. miejsce U23    | 17,45 |
| 2015 | I liga drużynowych mistrzostw Europy     | Heraklion             | 1. miejsce        | 17,47 |
| 2015 | Mistrzostwa Europy juniorów              | Eskilstuna            | 1. miejsce        | 18,40 |
| 2016 | Mistrzostwa Europy                       | Amsterdam             | 3. miejsce        | 18,22 |
| 2016 | Igrzyska olimpijskie                     | Rio de Janeiro        | el. – 24. miejsce | 17,01 |
| 2017 | Halowe mistrzostwa Europy                | Belgrad               | el. – 13. miejsce | 17,10 |
| 2017 | Igrzyska solidarności islamskiej         | Baku                  | 2. miejsce        | 17,62 |
| 2017 | I liga drużynowych mistrzostw Europy     | Vaasa                 | 1. miejsce        | 17,97 |
| 2017 | Młodzieżowe mistrzostwa Europy           | Bydgoszcz             | 4. miejsce        | 17,45 |
| 2019 | Halowe mistrzostwa Europy                | Glasgow               | el. – 15. miejsce | 16,79 |
| 2019 | Puchar Europy w rzutach                  | Šamorín               | 4. miejsce        | 17,56 |
| 2019 | I liga drużynowych mistrzostw Europy     | Sandnes               | 2. miejsce        | 18,11 |
| 2019 | Mistrzostwa świata                       | Doha                  | el. – 16. miejsce | 17,71 |
| 2021 | Halowe mistrzostwa Europy                | Toruń                 | el. – 11. miejsce | 17,83 |
| 2021 | Puchar Europy w rzutach                  | Split                 | 3. miejsce        | 18,29 |
| 2021 | I liga drużynowych mistrzostw Europy     | Kluż-Napoka           | 1. miejsce        | 18,50 |
| 2021 | Igrzyska olimpijskie                     | Tokio                 | el. – 16. miejsce | 17,81 |
| 2022 | Igrzyska solidarności islamskiej         | Konya                 | 1. miejsce        | 17,25 |
| 2022 | Mistrzostwa Europy                       | Monachium             | el. – 21. miejsce | 16,56 |
| 2023 | Uniwersjada                              | Chengdu               | 4. miejsce        | 16,85 |
| 2024 | Mistrzostwa Europy                       | Rzym                  | 11. miejsce       | 17,52 |
| 2024 | Igrzyska olimpijskie                     | Paryż                 | el. – 24. miejsce | 17,02 |
| 2025 | II dywizja drużynowych mistrzostw Europy | Maribor               | 1. miejsce        | 16,23 |